# 2012-es magyarországi diáktüntetések
A 2012-es magyarországi diáktüntetések (a résztvevők önelnevezése szerint „téli rózsás diákforradalom”) a felsőoktatás tervezett átalakítása és az államilag finanszírozott keretszámok drasztikus csökkentése miatt kirobbant diáktüntetéseket jelenti. Ezek egyike volt a Magyar Tudományos Akadémia épületének elé szervezett demonstráció. A tüntetésre mindenki rózsával érkezett, ahonnan a Margit hídhoz vonultak és a Dunába dobálták a rózsákat.
A téli rózsás diákforradalomra közel 40 középfokú oktatási intézményből érkeztek nebulók a demonstrációra. A diákok a kormány tandíjról szóló döntése, a keretszámok csökkentése ellen tüntettek. Többen felszólaltak Orbán Viktor miniszterelnök ellen, akit minden baj okozójának tartottak. Esélyegyenlőséget követeltek a hátrányos helyzetű, azonban tehetséges diákok, fiatalok számára.